# Torre del Campo
Torredelcampo is een gemeente in de Spaanse provincie Jaén in de regio Andalusië met een oppervlakte van 182 km². Torredelcampo telt 14.538 inwoners (1 januari 2016).

## Demografische ontwikkeling
Bron: INE; 1857-2011: volkstellingen